# Ingemar Josefsson
Ingemar Josefsson, född 21 maj 1939 i Stockholm, är en svensk politiker (socialdemokrat), som mellan 1994 och 2002 var riksdagsledamot för Stockholms kommuns valkrets. Han var 1979–1988 kultur- och miljöborgarråd och 1988–1991 gatuborgarråd i Stockholm, med i Stockholms stadsfullmäktige 1967–1970, i kommunfullmäktige 1970–1994, ledamot i Stockholms läns landsting 1976–1982 samt ordförande i Riksdagens Revisorer 1998–2003.